# Triebfahrzeug

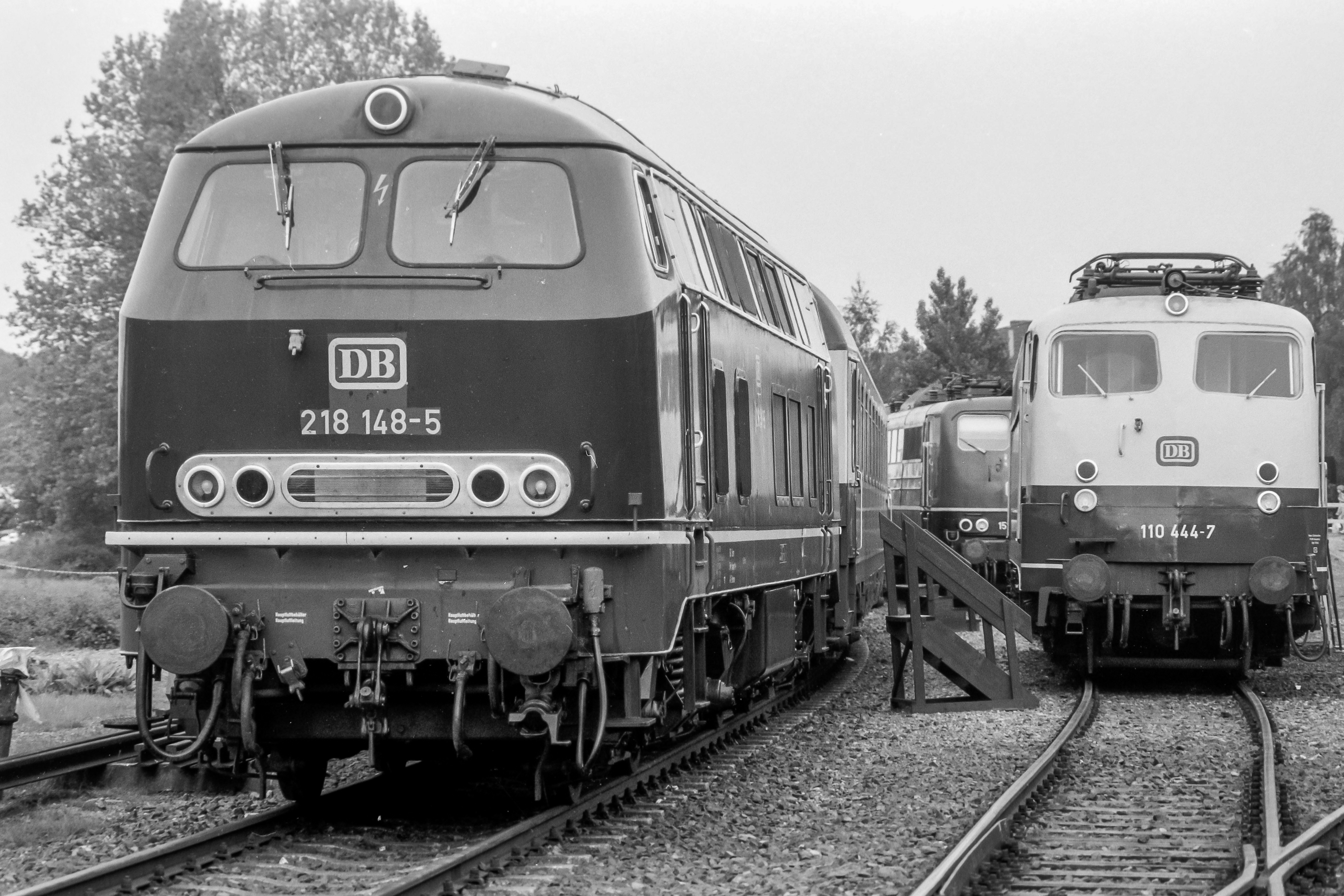
Diesellokomotive der Baureihe 218 (links) und Elektrolokomotive der Baureihe 110 (rechts)

Als Triebfahrzeug, abgekürzt Tfz, wird ein angetriebenes Schienenfahrzeug bezeichnet, das sich selbst oder andere Fahrzeuge bewegt und dabei entweder unmittelbar von einem führenden Fahrzeug aus bedient oder ferngesteuert wird. Als Traktionsart kommt dabei im Regelfall entweder elektrische Energie, Diesel oder bei älteren Fahrzeugen Dampf zum Einsatz.

## Einteilung

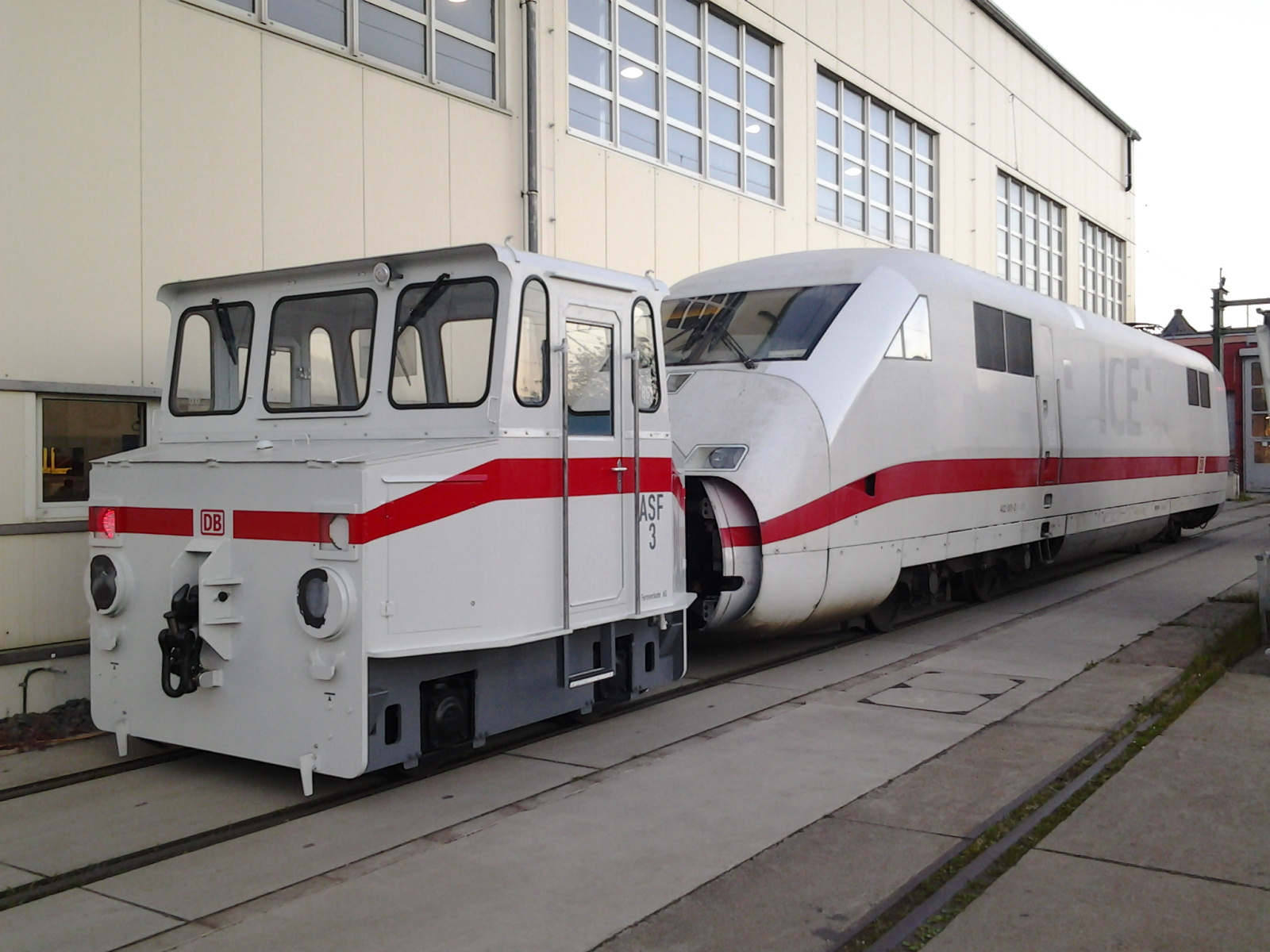
Nebenfahrzeug EL 16 zieht einen ICE-2-Triebkopf

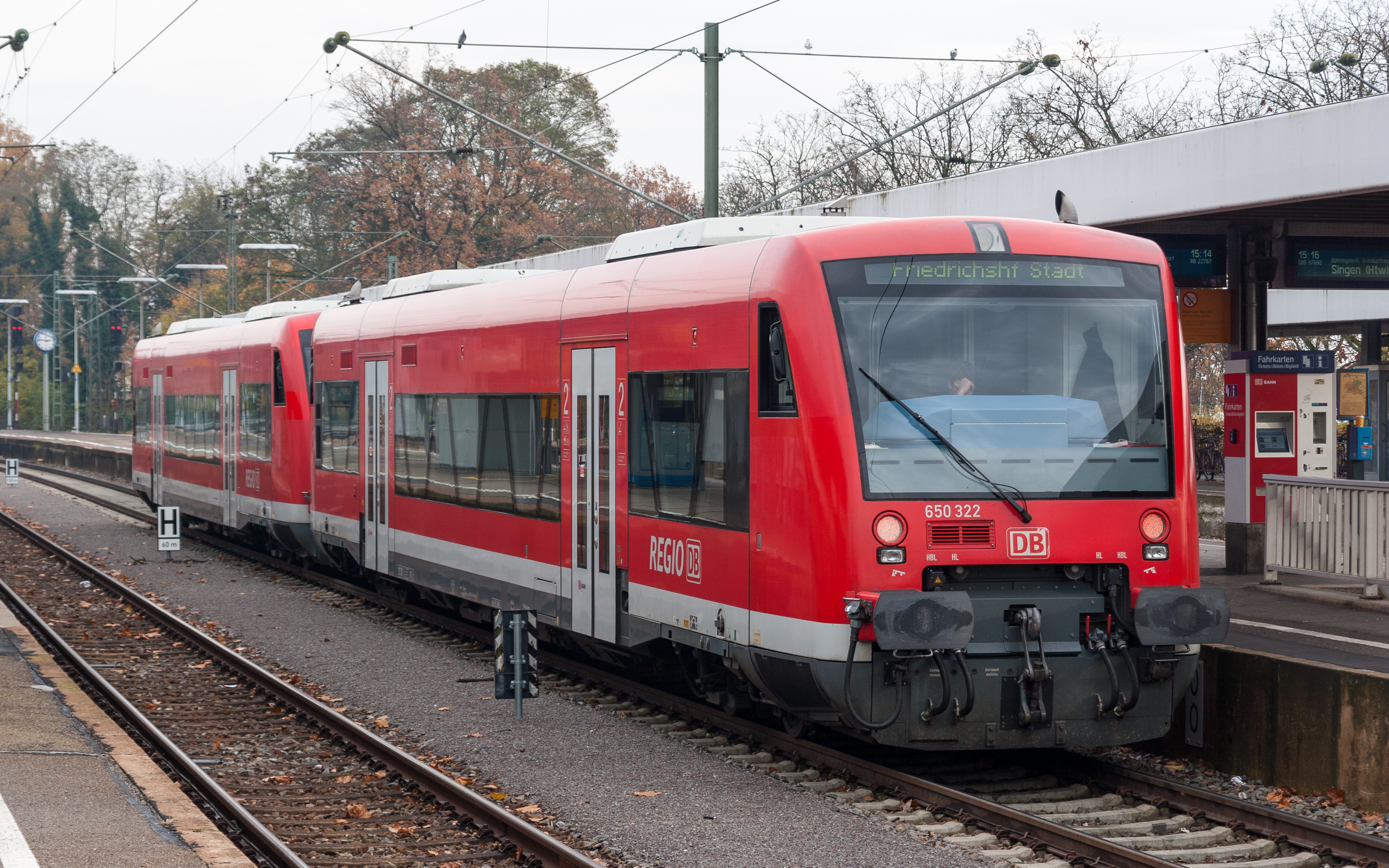
Triebwagenzug aus zwei Triebwagen der Baureihe 650

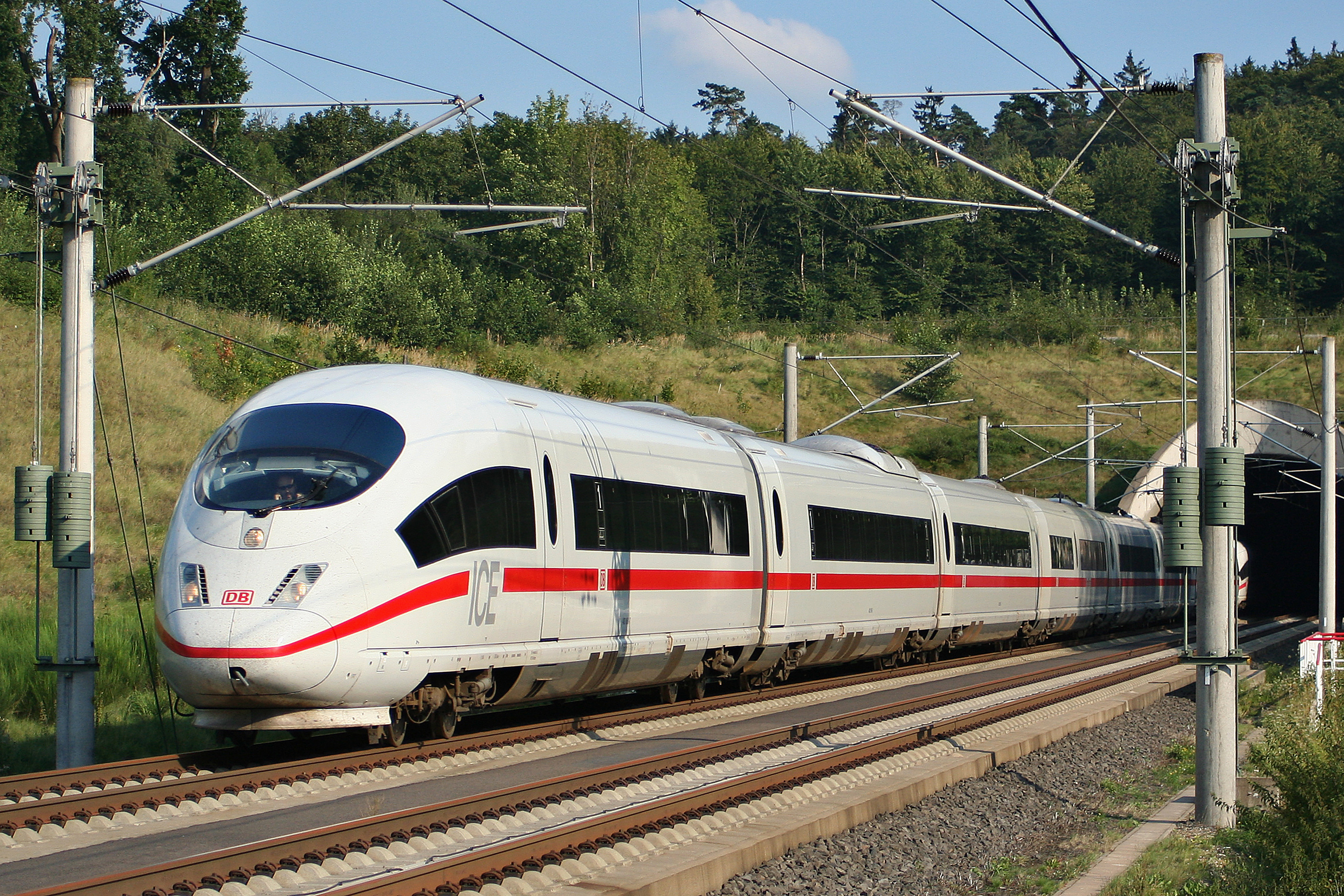
ICE-3-Triebzug mit verteilter Antriebstechnik

Triebfahrzeuge werden wie folgt unterteilt:

### Lokomotiven
Lokomotiven können sich sowohl alleine, als auch mit gekuppelten Fahrzeugen bewegen. Sie werden in der Regel in Strecken- und Rangierlokomotiven, zu denen auch Kleinlokomotiven zählen, unterteilt, wobei letztere in der Regel nur für Fahrten innerhalb von Bahnhöfen verwendet werden und dementsprechend eine geringe Höchstgeschwindigkeit aufweisen.
Zu den Sonderbauarten zählen etwa Pressluft-, Natron-, Gasturbinen- und Gyrolokomotiven.

### Triebköpfe
Triebköpfe sind ähnlich einer Lokomotive aufgebaut, jedoch können sie ausschließlich an der Spitze oder am Ende eines Triebzuges eingesetzt werden, da sie nur einen Führerraum vorweisen. Sie kommen dann zum Einsatz, wenn Züge über längere Zeit unverändert eingesetzt werden, um ein Umsetzen von Lokomotiven zu vermeiden. Anwendungsbeispiele sind z. B. der ICE 1 in Deutschland und der TGV Duplex in Frankreich.

### Triebwagen
Unter Triebwagen werden Einzelfahrzeuge verstanden, die selbsttätig als Zug fahren können. Sie besitzen für jede Fahrtrichtung einen Führerraum und können auch dazu verwendet werden, weitere Fahrzeuge zu bewegen (etwa Kurswagen), wenn sie mit einer Schraubenkupplung ausgerüstet sind. Triebwagenzüge hingegen sind mehrere miteinander verbundene Triebwagen, welche auch im laufenden Betrieb planmäßig getrennt werden.

### Triebzüge
Triebzüge sind aufeinander abgestimmte Fahrzeuggruppen, deren Zusammensetzung nur in der Werkstatt geändert werden kann. Anwendungsbeispiele sind die Fahrzeugplattformen Siemens Velaro und Stadler Kiss. Ein Triebzug kann sowohl aus Kombinationen von Triebköpfen und nicht angetriebenen Zwischenwagen, als auch aus Zügen mit verteilten Antrieben bestehen.

### Antriebseinheiten

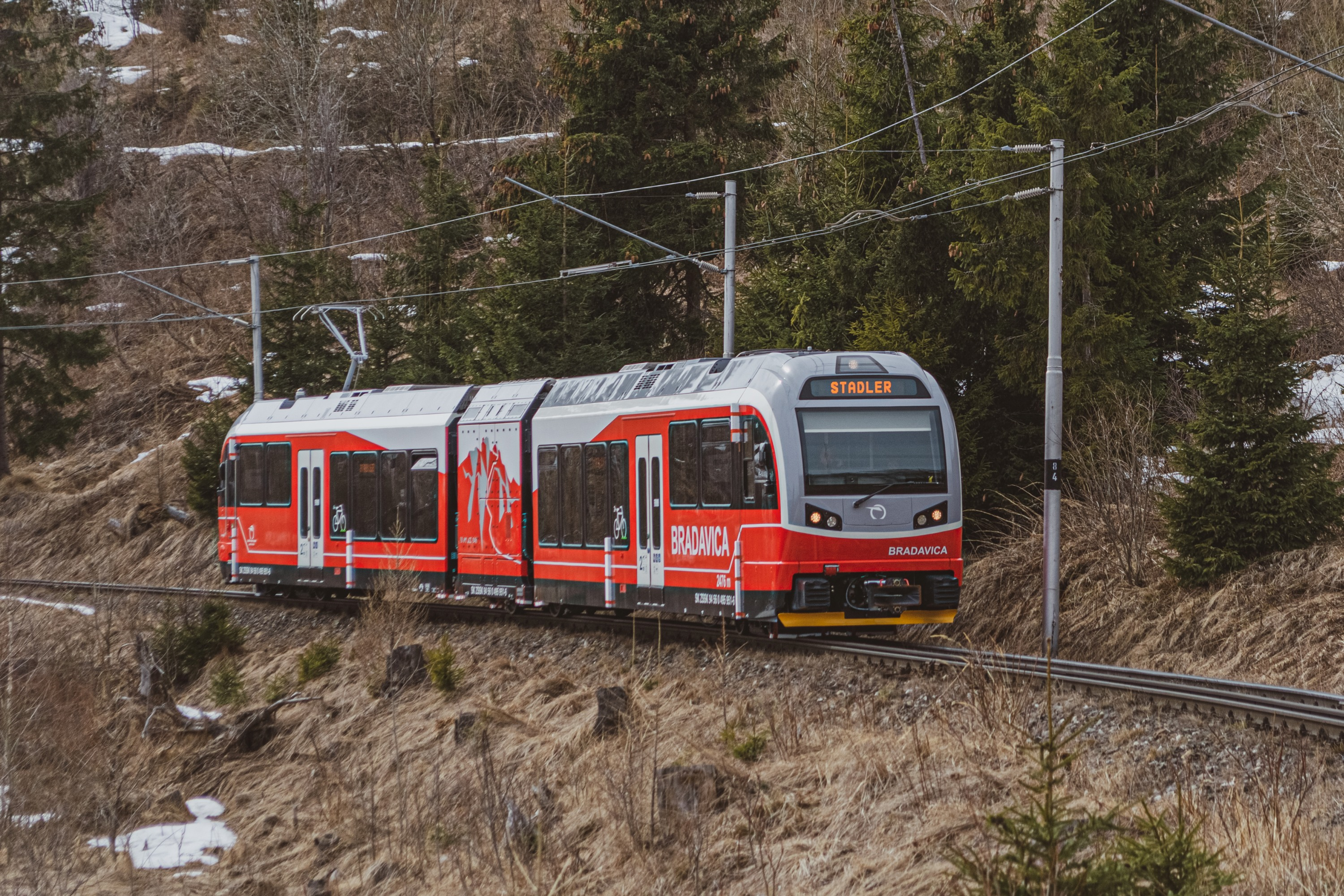
Stadler GTW mit führerraumloser Antriebseinheit

Antriebseinheiten sind Triebfahrzeuge ohne Führerraum, deren Entkupplung im normalen Betrieb nicht vorgesehen ist. Anwendungsbeispiel ist die Fahrzeugplattform Stadler GTW.

## Sonstige Triebfahrzeuge
Selbstfahrende Spezialfahrzeuge für bahnbetriebliche Aufgaben können unter die Kategorie Triebfahrzeug fallen, müssen aber nicht. Dies hängt stark von der Bauart und Verwendungszweck sowie von der Bahnverwaltung ab. In Deutschland zählen diese allerdings nicht als Triebfahrzeuge, sondern als Nebenfahrzeuge mit Kraftantrieb. In der Schweiz werden sie als selbstfahrende Dienstwagen und Baumaschinen bezeichnet. Dazu gehören Baufahrzeuge, wie Draisinen, Kraftrottenwagen, Gleisbaumaschinen, Turmtriebwagen für Oberleitungsarbeiten, Gleis- und Tunnelmessfahrzeuge sowie selbstfahrende Zweiwegefahrzeuge.